# Габріела Поторац
Габріела Поторац  (рум. Gabriela Potorac, 6 лютого 1973) — румунська гімнастка, олімпійська медалістка.

## Виступи на Олімпіадах
| Олімпіада | Дисципліна        | Місце              |
| --------- | ----------------- | ------------------ |
| Сеул 1988 | абсолютний залік  | 4                  |
| Сеул 1988 | командний залік   | 2                  |
| Сеул 1988 | вільні врави      | 12T (кваліфікація) |
| Сеул 1988 | опорний стрибок   | 2                  |
| Сеул 1988 | різновисокі бруси | 9T (кваліфікація)  |
| Сеул 1988 | колода            | 3T                 |